# Bellator 58
 Bellator LVIII  foi um evento de artes marciais mistas organizado pelo Bellator Fighting Championships, ocorrido em 19 de novembro de 2011 no Seminole Hard Rock Hotel and Casino em Hollywood, Florida. O evento foi transmitido ao vivo na MTV2.

## Background
O Campeão Sul Americano de 183 pounds do Shooto, Carlos Alexandre Pereira, era esperado para fazer sua estréia no Bellator nesse evento.
O Campeão Peso Médio do Bellator, Hector Lombard, era esperado para fazer uma luta não válida pelo título, nos meios pesados contra o veterano do UFC e Strikeforce, Renato Sobral, nesse evento. Porém, por motivos desconhecidos, Sobral foi substituído por Trevor Prangley.
O evento acumulou 269,000 telespectadores na MTV2.